# Río Cerneja
El río Cerneja es un curso de agua del norte de la península ibérica, afluente del río Trueba. Discurre por la provincia española de Burgos.

## Descripción
El río, que tiene su origen en la canal de Agüera, desemboca en el río Trueba aguas abajo de Villalázara. Parte de sus aguas son redirigidas parcialmente al embalse de Ordunte. El resto de las aguas del Cerneja, perteneciente a la cuenca hidrográfica del Ebro, terminan vertidas en el mar Mediterráneo.